# Club Balonmano Huesca
Club Balonmano Huesca ist ein spanischer Handballverein aus Huesca. Das erste Männerteam tritt in der höchsten spanischen Liga, der Liga Asobal, an.
Aus Sponsoringgründen spielt die erste Mannschaft der Männer des Vereins unter dem Namen Bada Huesca.

## Geschichte
Der Verein wurde im Jahr 1995 gegründet. In der ersten Spielzeit gelang 1996 der Aufstieg aus der Liga Primera Territorial in die Segunda Nacional, 1997 stieg das Team in die Primera Nacional auf. 2004 gelang der Aufstieg in die zweithöchste spanische Liga, die División de Honor Plata. Seit dem Jahr 2011 tritt der Verein durchgehend in der höchsten spanischen Liga, der Liga Asobal, an.
In der Saison 2013/14 erreichte das Team Platz 4 der Liga Asobal sowie jeweils das Final Four der Copa Asobal und der Copa del Rey, damit verbunden war ein Start im EHF-Pokal 2014/15.

## Name
Der Name Bada stammt vom Hauptsponsor, der Bada AG.

## Halle
Der Verein hat im 4500 Zuschauer fassenden Palacio Municipal de los Deportes de Huesca seine Heimspielstätte.

## Trainer
Trainer der ersten Mannschaft ist José Francisco Nolasco.